# Episparis sejunctata
Episparis sejunctata är en fjärilsart som beskrevs av Walker 1866. Episparis sejunctata ingår i släktet Episparis och familjen nattflyn. Inga underarter finns listade i Catalogue of Life.